# Hollister Peak
Der Hollister Peak ist ein 4297 m hoher Berggipfel im Ellsworthgebirge des westantarktischen Ellsworthlands. Er ragt 1,9 km südlich des Mount Vinson im Zentrum des Gipfelplateaus des Vinson-Massivs auf.
Das Advisory Committee on Antarctic Names benannte den Gipfel 2006 nach dem US-amerikanischen Geologen und Ozeanographen Charles Davis Hollister (1936–1999), Teilnehmer an der American Antarctic Mountaineering Expedition (1966–1967), bei der die Erstbesteigung des Vinson-Massivs und weiterer Gipfel in der Sentinel Range gelang.